# Museo Şanlıurfa
Il Museo Archeologico di Şanlıurfa (in turco Şanlıurfa Müzesi) si trova dal 2015 in un nuovo edificio su Nisan Fuar Caddesi, la vecchia sede era in Çamlık Caddesi, nel centro del capoluogo di Şanlıurfa, nella Turchia sud-orientale. Il museo espone reperti archeologici provenienti dai dintorni della città, inclusi Harran e Göbekli Tepe, nonché da scavi di salvataggio nel corso del progetto dell'Anatolia sud-orientale.

## Storia
I primi progetti per una collezione archeologica a Şanlıurfa risalgono al 1948. Inizialmente i reperti furono conservati nelle scuole elementari. Poiché lo spazio disponibile era insufficiente, nel 1965 iniziò la costruzione di un edificio museale. La mostra, con una superficie di 1500 m² fu aperta ai visitatori nel 1969. Successivamente è stato effettuato un ampliamento. A seguito del sisma del febbraio 2023 il museo è stato chiuso, e ad oggi (novembre 2023) risulta chiuso a tempo indeterminato.

## Esposizione
I reperti provengono da varie località, le più conosciute sono Harran, Nevalı Çori e Göbekli Tepe. La famosa stele di Nabonide proviene da Harran, un frammento con disegni incisi e numerosi piccoli reperti da Nevalı Çori, e stele e sculture da Göbekli Tepe, raffiguranti varie creature ibride. La collezione comprende anche rilievi e grandi sculture provenienti da siti ittiti della zona, tra cui Gölpınar, Sefalı e Kabahaydar. Nell'area esterna del museo sono esposti numerosi capitelli, stele e altri frammenti architettonici, dall'età ittita a quella romana, fino all'epoca islamica.
Il museo è stato coinvolto in diversi scavi di salvataggio connessi alla costruzione della diga di Ataturk ed alla diga di Birecik, tra cui Lidar Höyük, Hassek Höyük e Nevalı Çori. Dal 1995, gli archeologi del museo hanno scavato nel sito di Göbekli Tepe, 15 chilometri a nord-est di Şanlıurfa, in collaborazione col Dipartimento di Istanbul dell'Istituto archeologico tedesco.

## Galleria d'immagini

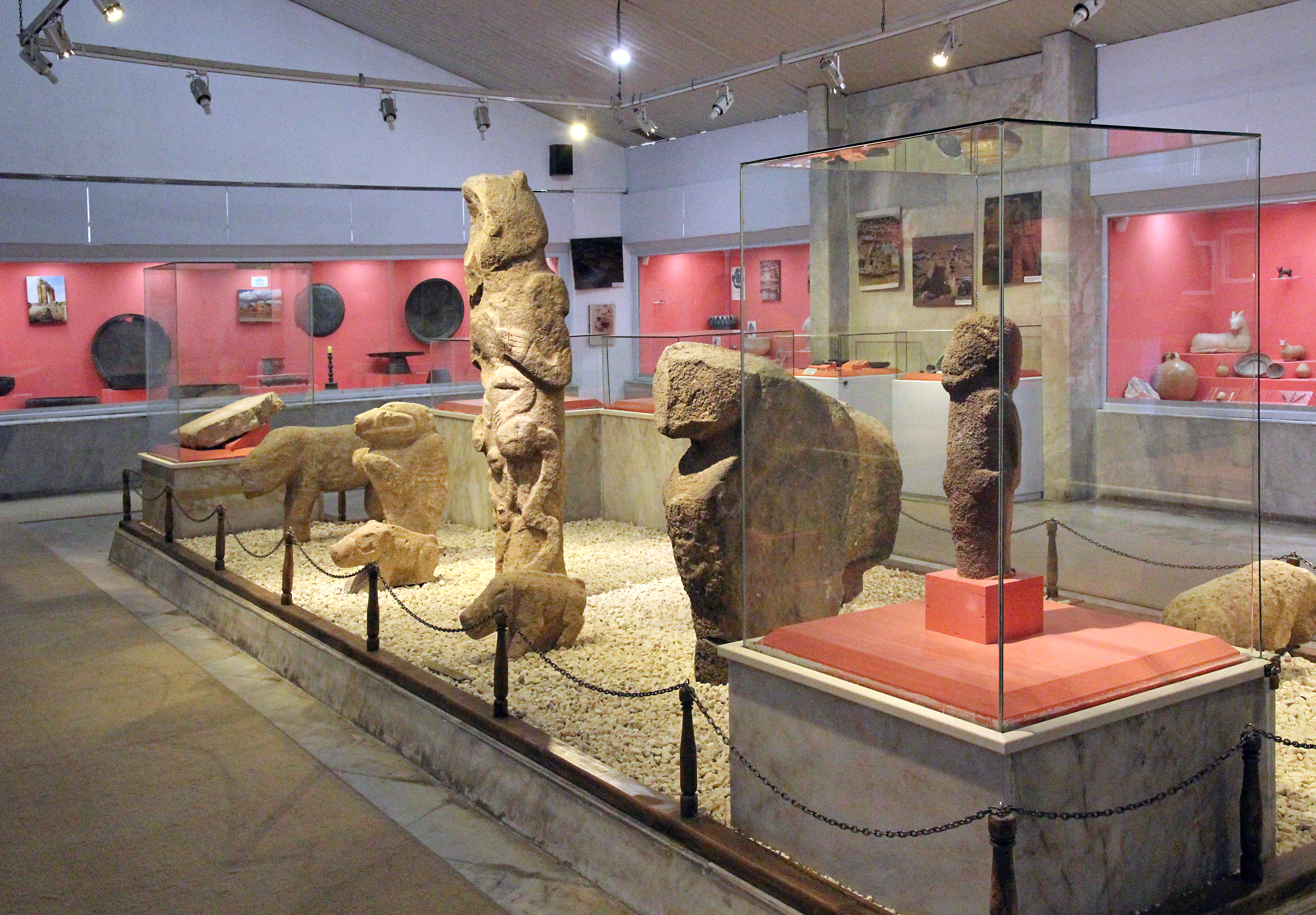
Stele e sculture da Göbekli Tepe
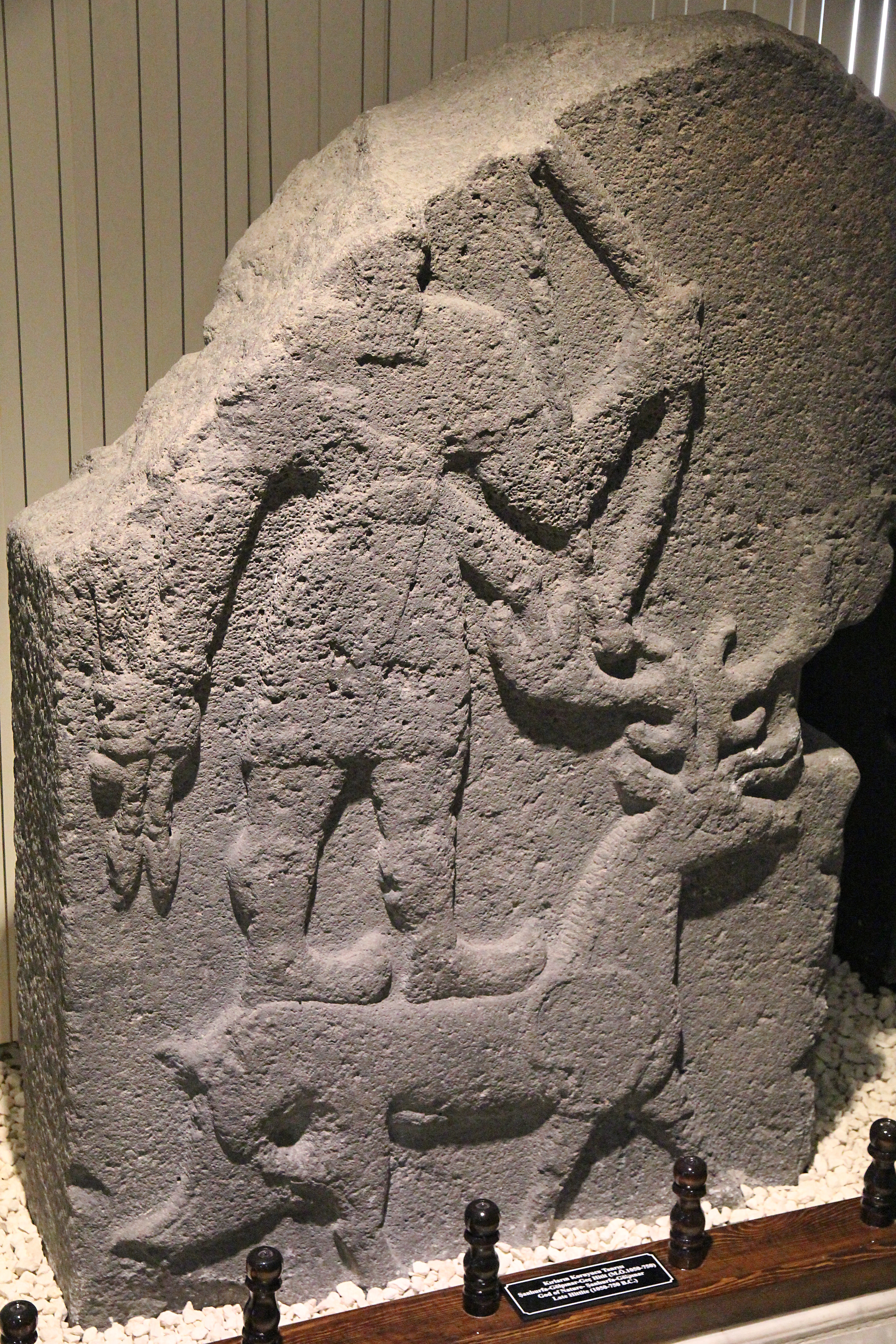
Stele Ittita da Gölpinar
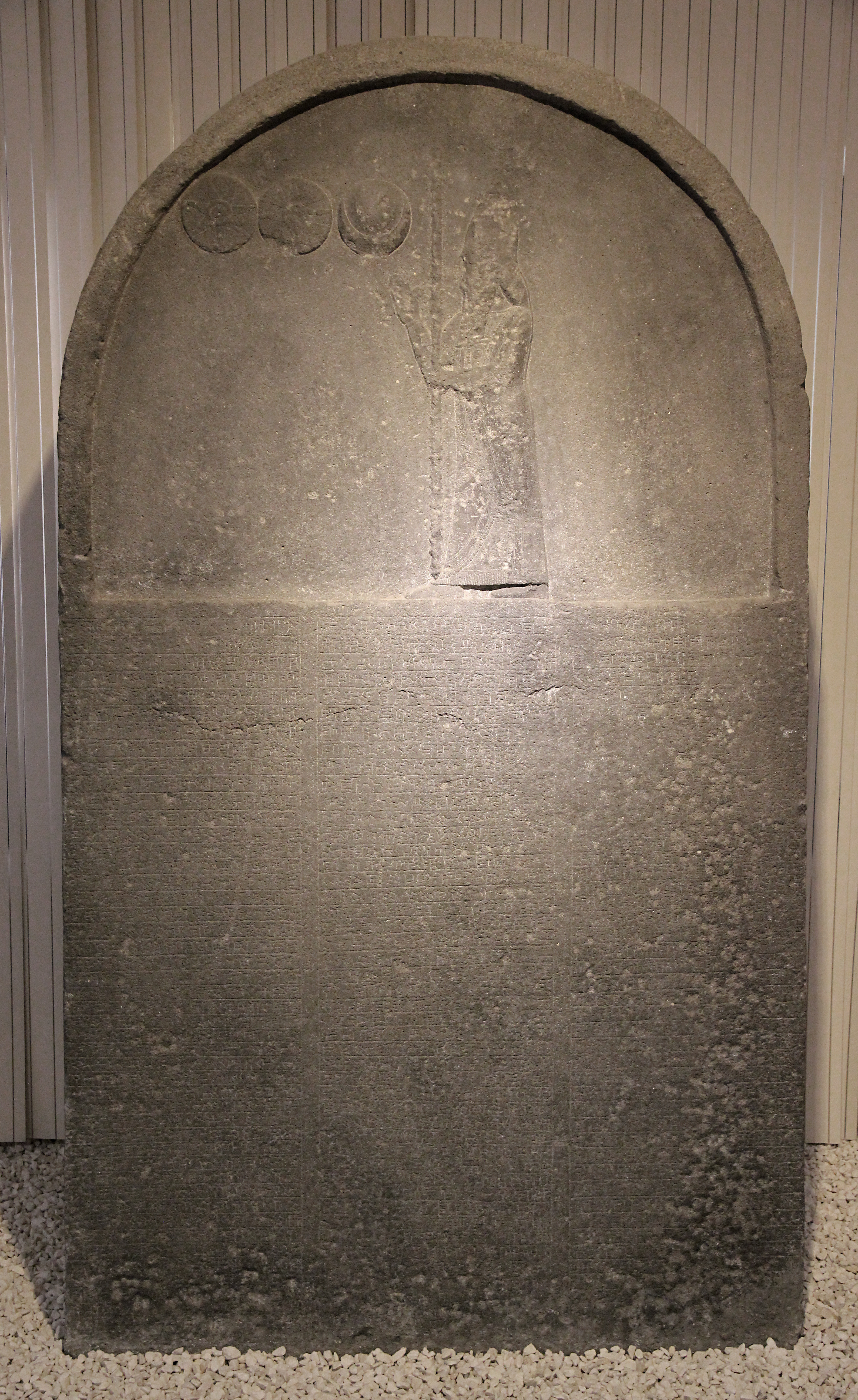
Stele di Nabonide da Harran
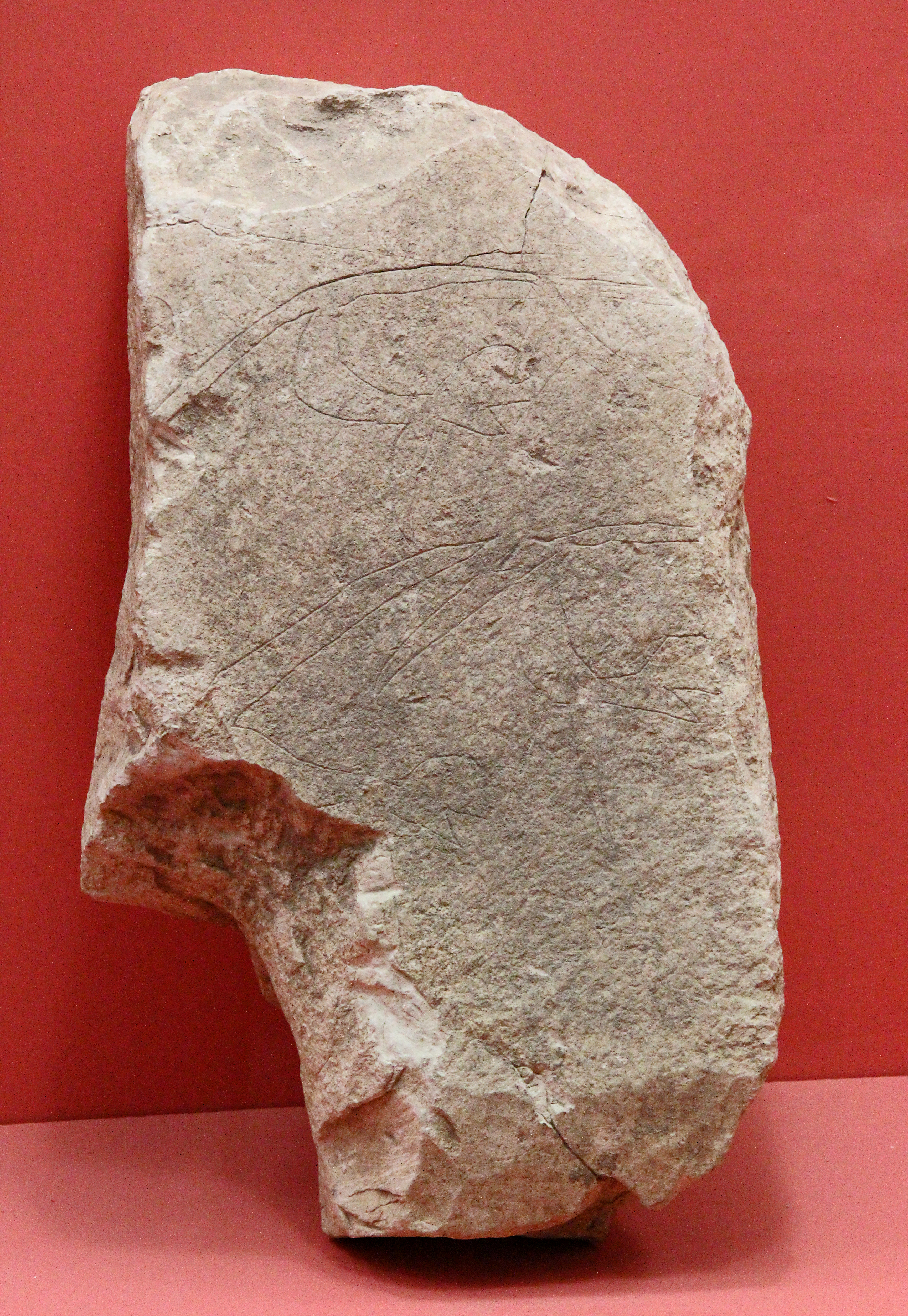
Frammento con incisione da Nevalı Çori
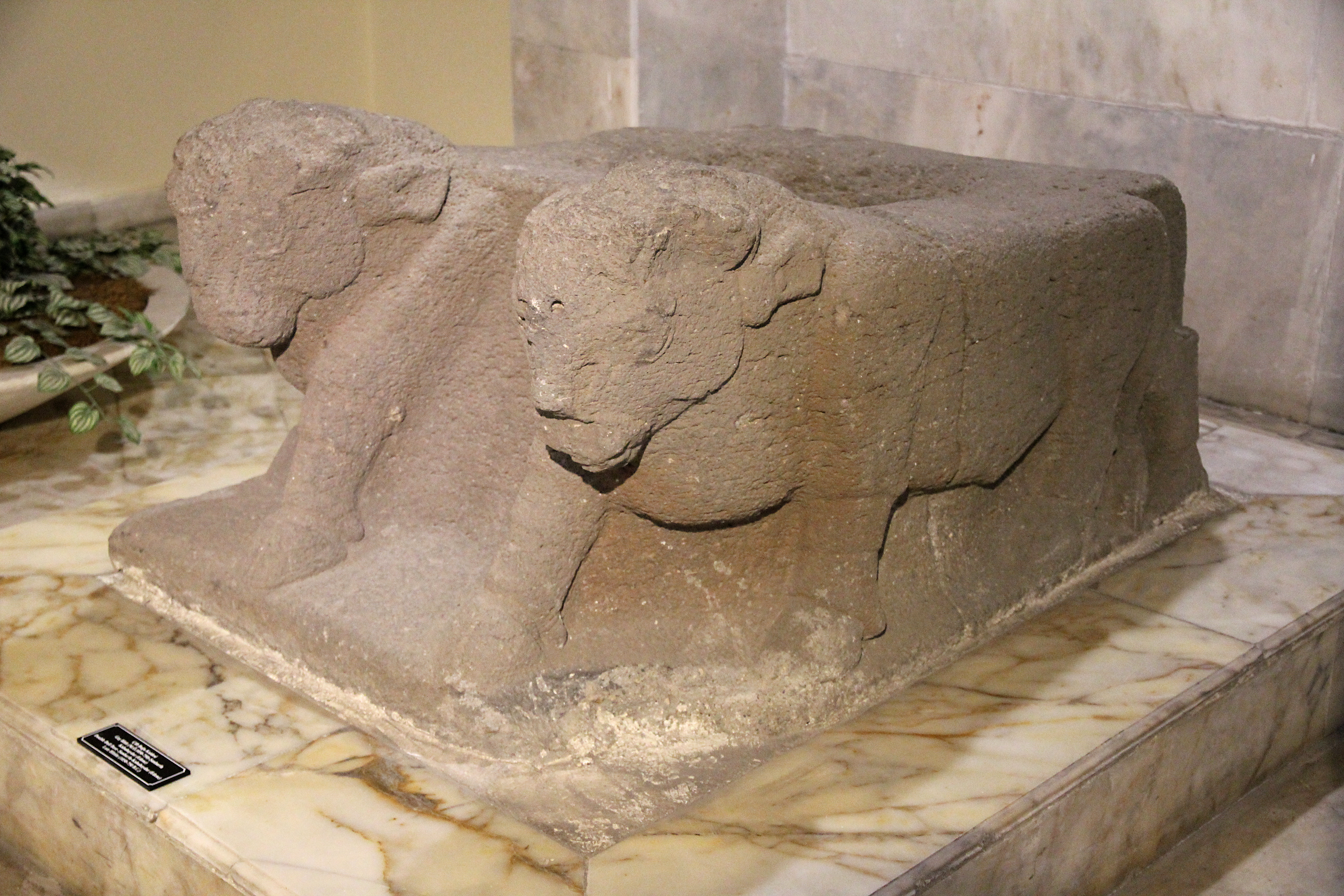
Basamento da Kabahaydar
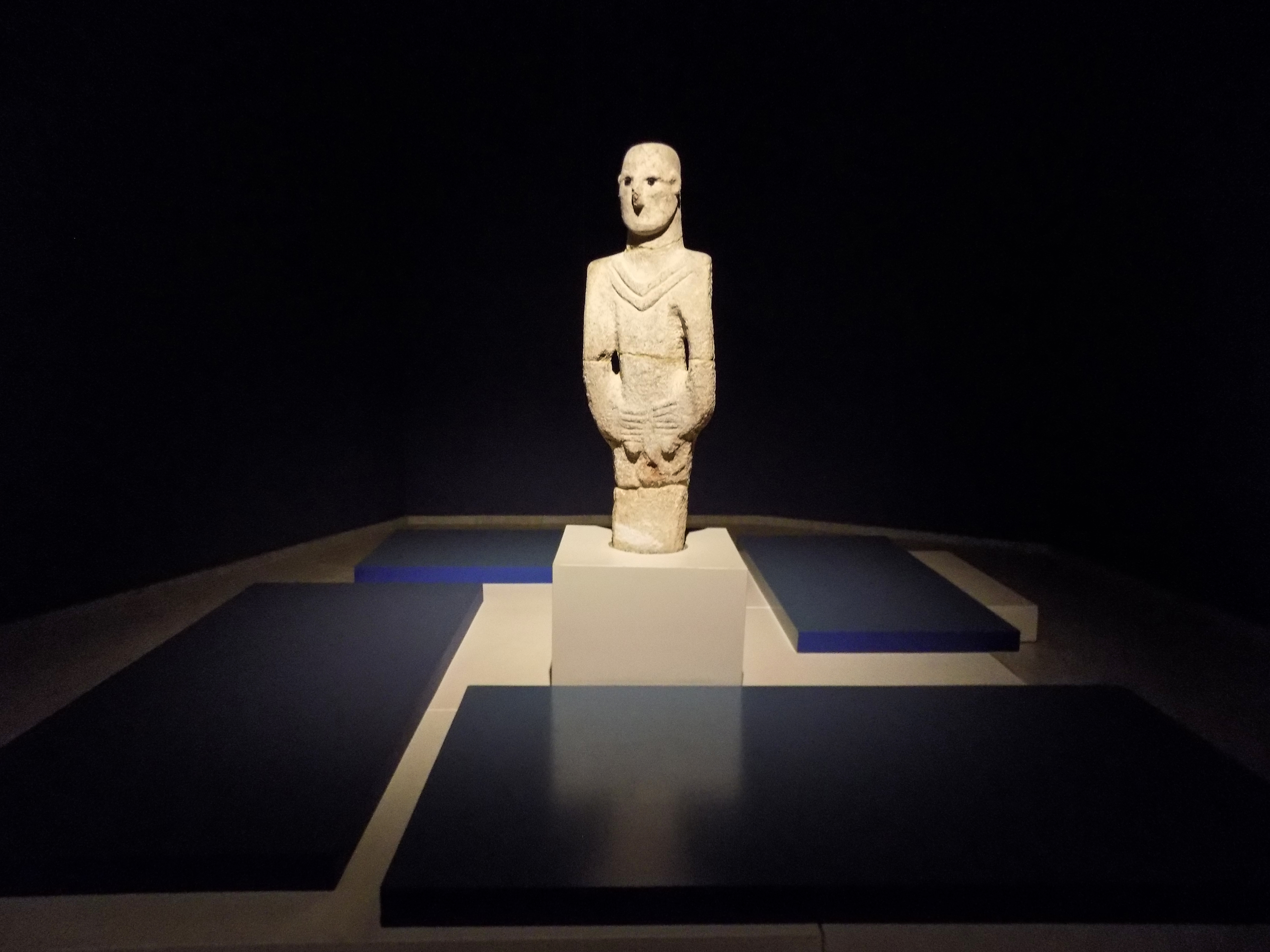
Uomo di Urfa